# Rogate
Zondag Rogate, ook wel bidzondag genoemd, is in de christelijke jaarkalender de naam voor de vijfde zondag na Pasen. Hierdoor is zondag Rogate ook de laatste zondag voor Hemelvaart. In de Katholieke Kerk worden de dagen tussen Rogate en Hemelvaart de kruisdagen genoemd.
De naam Rogate is afgeleid van het Latijnse woord rogare, vragen of smeken (vgl. Interrogare, ondervragen). De zondag kreeg deze naam doordat op deze zondag in de Katholieke Kerk gebeden werd voor een goede opbrengst van het land. Door de reformatie zou dit gebruik later overgenomen worden op de Biddag voor Gewas en Arbeid.